# Amphipogon
Genre
Amphipogon est un genre de plantes monocotylédones de la famille des Poaceae, sous-famille des Arundinoideae, originaire d'Australie, qui comprend huit espèces.
Ce sont des plantes herbacées vivaces, rhizomateuses ou cespiteuses, aux tiges de 55 à 75 cm de haut. L'inflorescence est un épi simple ou une panicule.
Étymologiele nom générique « Amphipogon » est dérivé de deux racines grecques, ἀμφίς, (amphis), des deux côtés, et πώγων (pogon), barbe, en référence aux arêtes ciliées présentes sur les lemmes et les paléoles, ou aux épillets aristés.

## Liste d'espèces
Selon The Plant List (1er mai 2017) :
- Amphipogon amphipogonoides (Steud.) Vickery
- Amphipogon avenaceus R.Br.
- Amphipogon caricinus F.Muell.
- Amphipogon debilis R.Br.
- Amphipogon laguroides R.Br.
- Amphipogon sericeus (Vickery) T.D.Macfarl.
- Amphipogon strictus R.Br.
- Amphipogon turbinatus R.Br.

## Synonymes
Selon Tropicos (1er mai 2017) :
- Diplopogon R. Br.
- Gamelythrum Nees
- Pentacraspedon Steud.